# Bašanija
Bašanija (wł. Bassania) – wieś w Chorwacji, w żupanii istryjskiej, w mieście Umag. W 2011 roku liczyła 256 mieszkańców.